# Ford C100
 (novembre 2021).
Le contenu est difficilement compréhensible vu les erreurs de traduction, qui sont peut-être dues à l'utilisation d'un logiciel de traduction automatique.
La Ford C100 est une voiture de course sportive, initialement construite et exploitée en tant que voiture du groupe 6, mais plus tard en tant que voiture du groupe C. La C100 a été construite par Ford en 1981 et comportait initialement un moteur V8 Cosworth DFL de 4 litres, qui a été remplacé par une version de 3,3 litres du même moteur en 1983, après que la voiture soit passée entre des mains privées. Cinq voitures sont connues pour avoir été construites. Bien que les voitures aient souvent été très rapides en qualifications (lorsqu'elles étaient complètement développées), des problèmes de fiabilité les ont tourmentées et ont limité leurs succès à deux victoires au Deutsche Rennsport Meisterschaft en 1982 et une seule victoire au Thundersports en 1983. Après la fin de l'implication de Ford dans le projet C100 en 1983, Zakspeed a modifié l'un des châssis en C1/4, qui utilisait un moteur 4 cylindres en ligne turbocompressé de 1,8 litre de leur Ford Capri du groupe 5. La C100 a également été transformée en Zakspeed C1/8, qui utilisait le moteur Cosworth DFL de 4 litres dans un châssis de C1/4. Les voitures Zakspeed s'avéreraient beaucoup plus réussies que la C100 ne l'avait jamais été, et Klaus Niedzwiedz a utilisé une C1/8 pour remporter l'Interserie en 1984.

## Design et développement
La Ford Motor Company a commencé le projet C100 en 1981, avec Len Bailey, qui avait également été impliqué dans le projet GT40 dans le passé, étant l'homme qui a été sélectionné pour la concevoir. Bailey a conçu une voiture avec un nez en forme de pelle à l'avant et un pont élevé à l'arrière, et la voiture a été conçue pour utiliser un moteur V8 Cosworth. Cependant, Bailey est rapidement devenu désillusionné par le projet et est parti avant le développement d'une version mise à jour pour la saison 1982. Tony Southgate a rapidement été appelé pour examiner la C100 et il n'a pas été impressionné par la voiture. Il a déclaré que la crémaillère de direction était mal placée et que la suspension arrière semblait avoir été conçue pour une voiture totalement différente. Les C100 d'origine utilisaient un châssis en aluminium simple, mais un modèle mis à jour, initialement construit pour Alain de Cadenet, utilisait un châssis en aluminium plus solide en forme de nid d'abeille. Thompson a redessiné la suspension aux deux extrémités de la voiture, ce qui a conduit à une réduction significative du temps au tour,. Impressionné par son travail, Ford a proposé à Thompson un accord pour réaménager la C100 pour la saison 1983. Thompson a rapidement réaménagé la voiture à partir de zéro, à l'exception du pare-brise, et les C100 réaménagées utilisaient le même châssis monocoque en aluminium en forme de nid d'abeille que la voiture de de Cadenet, tandis que la carrosserie était initialement en fibre de verre. Thompson et Keith Duckworth ont travaillé sur une version turbocompressée du moteur V8 Cosworth DFL et son installation dans le châssis de la C100. Cependant, une semaine après que la nouvelle C100 ait subi son premier test au circuit Paul Ricard, bien qu'avec un moteur DFL standard car le nouveau moteur n'était pas encore prêt, Ford a arrêté le projet C100. Thompson a affirmé que la C100 mis à jour développait 4 000 livres (1 814 kg) d'appui en configuration course de sprint, et qu'elle était supérieure à la Porsche 956. La C100 a cependant souffert d'un sous-virage à grande vitesse pendant l'essai; Thompson l'a attribué à une faible proportion d'appui à l'avant.
Après la fin du développement de la C100 d'usine, Zakspeed, qui avait aidé Ford à exécuter son programme d'usine, a continué à développer la voiture lui-même et a proposé la Zakspeed C1/4. Cette voiture avait un châssis plus rigide en aluminium en forme de nid d'abeille, une aérodynamique retravaillée et le moteur 4 cylindres en ligne turbocompressé de 1,8 litre de leur Ford Capri du groupe 5, qui produisait environ 560 ch (568 PS; 418 kW),. Zakspeed a également produit une version de la C1/4 avec un moteur V8 Cosworth DFL de 4 litres, qui a été surnommé la C1/8.

## Histoire en course

### 1981
Bien que Ford ait tenté d'engager la C100 aux 24 Heures du Mans 1981, ils n'ont pas réellement assisté à l'événement; à la place, la voiture a fait ses débuts aux 1000 km de Brands Hatch trois mois plus tard. Manfred Winkelhock et Klaus Ludwig ont été sélectionnés pour conduire la voiture d'usine engagée et ils ont signé une première pole position à 1,1 seconde de la Lola T600 d'usine de Guy Edwards et Emilio de Villota. Malheureusement pour Ford, une panne de boîte de vitesses a forcé la voiture à sortir après 40 tours, et la Lola d'Edwards/de Villota a remporté la course.

### 1982
En 1982, quatre autres voitures ont été construites et les voitures ont été utilisées à la fois dans la Deutsche Rennsport Meisterschaft (DRM) et le Championnat du monde d'endurance (CME) de la FIA. Dans sa C100, désormais reclassée en voiture du Groupe C, Ludwig a ouvert la saison 1982 par un abandon à Zolder, où se tenait la manche d'ouverture du DRM, avant de prendre la dixième place lors de la deuxième manche, disputée à Hockenheimring (bien qu'il ait abandonné après 17 tours, il en avait suffisamment fait pour être classé.) Ford Allemagne a fait courir une C100 aux 1000 km de Monza, qui a ouvert la saison CME; Winkelhock, Ludwig et Marc Surer ont conduit la C100 #02, bien que Ford ait également initialement engagé Surer aux côtés de Klaus Niedzwiedz dans la C100 #03 en tant que deuxième entrée. Encore une fois, cependant, la C100 s'est retirée; cette fois en raison d'une surchauffe après 18 tours. Ludwig a ensuite raté la manche du Nürburgring du DRM, tandis que Surer et Niedzwiedz ont tous deux raté les 6 Heures de Silverstone. Cependant, Winkelhock et Ludwig ont participé à la dernière épreuve et sont devenus les premiers pilotes à terminer une course avec la C100; huitième et cinquième de la catégorie groupe C, c'est là qu'ils ont terminé. Le duo a de nouveau abandonné dans les 1000 km du Nürburgring, ayant subi une panne de différentiel après 31 tours, mais cela a suffi à les classer en vingtième.
Les 24 Heures du Mans ont connu encore moins de succès; Ford a engagé quatre voitures, mais seulement deux n'ont jamais concouru. Surer et Ludwig ont conduit la C100 châssis #04, tandis que Winkelhock et Niedzwiedz ont conduit le châssis #03, mais tous deux ont abandonné en raison d'une panne électrique après 71 et 67 tours respectivement. Deux C100 ont été inscrites au Norisring du DRM, Winkelhock et Ludwig étant sélectionnés pour les conduire. Winkelhock a ramené sa voiture à la deuxième place pour le premier podium de la C100, terminant à une seconde de la Porsche 956 de Jochen Mass, tandis que Ludwig a terminé huitième, à deux tours du duo de tête. La manche suivante, qui s'est tenue à Hockenheimring, a vu Ludwig faire une meilleure performance que la performance de Winkelhock à Norisring, puisqu'il a remporté la course à un peu moins de cinq secondes de Niedzwiedz dans une Zakspeed Capri Turbo, bien que Winkelhock ait abandonné en raison de problèmes d'allumage après 11 tours. Le DRM a ensuite tenu sa troisième manche de la saison à Hockenheim, mais Ludwig s'est retiré après 28 tours à cause de problèmes de transmission. La C100 est ensuite revenue à la compétition internationale dans les 1000 km de Spa, où Surer et Ludwig ont conduit la voiture n°05, et Winkelhock associé avec Niedzwiedz dans la voiture n°03. Encore une fois, cependant, ce fut un échec; la voiture de Surer/Ludwig a abandonné en raison d'une panne de pompe à essence après 124 tours, tandis que l'autre C100 a terminé la course, mais n'a parcouru que 123 tours, et a été classée au dix-huitième au général, neuvième dans la catégorie du groupe C.
Deux C100 ont été engagées lors de la finale de la saison DRM, qui s'est de nouveau déroulée au Nürburgring; cependant, une seule a réellement courue. Ludwig a conduit sa C100 à la victoire, battant la Capri de Niedzwiedz de plus de 37 secondes. Ford a terminé la saison en engageant trois voitures aux 1000 km de Brands Hatch; Surer, Ludwig et Winkelhock dans la C100 #03, Winkelhock et Niedzwiedz dans la C100 #05, tandis que Jonathan Palmer et Desiré Wilson étaient engagés dans la C100 #04. Les C100 ont dominé les qualifications, la voiture de Surer/Ludwig/Winkelhock prenant la pole et la voiture de Winkelhock/Niedzwiedz prenant la deuxième place; les Lancia LC1 d'usine en troisième et quatrième étaient près de deux secondes plus lentes, bien que la C100 de Palmer/Wilson ait été qualifiée en huitième. Bien que la voiture de Winkelhock/Niedzwiedz ait été gravement endommagée dans un énorme accident après quatre tours, les deux autres C100 ont terminé; Palmer et Wilson ont ramené leur voiture à la quatrième et deuxième place de la catégorie, tandis que la voiture de Surer/Ludwig/Winkelhock a terminé directement derrière eux. Ludwig était le pilote de C100 le mieux placé du CME et du DRM, puisqu'il a terminé 39e du CME, avec onze points, et quatrième du DRM, avec 83 points.

### 1983
En 1983, Ford a mis fin au programme C100 et a vendu la C100 #04 à Peer Racing, qui a rapidement remplacé le moteur Cosworth DFL de 4 litres par une version de 3,3 litres. Peer Racing a inscrit David Kennedy et Martin Birrane dans la nouvelle série Thundersports, mais la paire s'est écrasée lors de l'ouverture de la saison, qui s'est tenue à Brands Hatch. Ils ont ensuite tenté de s'engager sur les 1000 km de Silverstone, qui faisaient partie du CME, mais ils n'ont pas assisté à l'événement. L'équipe a ensuite participé à la deuxième manche de la saison Thundersports à Brands Hatch et a pris la deuxième place, terminant un tour derrière la Lola T530 à moteur Can-Am de Chevrolet de John Foulston et Brian Cocks. François Migault a rejoint l'équipe pour les 24 Heures du Mans, mais un problème de pression de carburant a contraint l'équipe à l'abandon après 16 tours. Kennedy et Birane se sont ensuite à nouveau retirés de la série Thundersports dans la manche de Thruxton, après qu'une crevaison ait causé la défaillance de la suspension après neuf tours. Jim Crawford a remplacé Birrane à Donington Park et la voiture a remporté sa dernière victoire en remportant un tour sur la Lola T594 à moteur de Mazda de Pete Lovett et Jeff Allam. Cela s'avérerait également être la dernière arrivée de la voiture; un accident lors de l'entraînement a empêché Birrane et Kennedy de faire courir la voiture dans les 1000 km de Brands Hatch, tandis que Kennedy et Rupert Keegan se sont écrasés lors de la dernière course de la saison Thundersports, également tenue à Brands Hatch. Cela s'est avéré être la dernière fois qu'une C100 a été engagée dans une course majeure.
Zakspeed, quant à lui, s'est initialement concentré sur le DRM et avait à la fois une C1/4 et une C1/8 prêtes pour la manche d'ouverture de la saison, qui s'est déroulée à Zolder. Ludwig conduisait la C1/4, tandis que Niedzwiedz conduisait la C1/8, mais aucun pilote n'a été classé à la fin de la course. Bien que Ludwig n'ait pas été classé lors de la manche suivante, qui s'est déroulée sur le circuit d'Hockenheim, Niedzwiedz a remporté la course de plus d'une minute et a réalisé le tour le plus rapide. AVUS a vu une panne de turbo mettre Ludwig hors de combat après 3 tours, mais Niedzwiedz est arrivé troisième. Ludwig a terminé pour la première fois à la manche suivante, qui s'est tenu à l'aéroport de Mayence Finthen; il est arrivé deuxième, tandis que Niedzwiedz a terminé cinquième. Bien qu'aucune des deux voitures n'ait terminé au Norisring, Ludwig a mené Niedzwiedz à la deuxième place à Diepholz. Niedzwiedz a ainsi terminé la saison à la troisième place, tandis que Ludwig a pris la cinquième. Après la fin de la saison, Zakspeed a tourné son attention vers l'Interserie. Au Siegerland, Jörg van Ommen conduisait la C1/4, tandis que Niedzwiedz restait avec la C1/8; bien que ce dernier ait abandonné après 21 tours avec des problèmes de différentiel, van Ommen a remporté la course et a réalisé le tour le plus rapide. Il a suivi cela en prenant la deuxième place dans la deuxième course, tandis que Niedzwiedz n'a pas pu prendre le départ de cette course. Pour la dernière course de la saison à Hockenheim, Ludwig était de retour dans la C1/4, et il a terminé deuxième, alors que la C1/8 n'a pas été utilisée lors de cette épreuve. Bien qu'il n'ait participé qu'à deux courses, van Ommen a terminé sixième au classement des pilotes.

### 1984
En 1984, la C1/4 n'a pas été utilisée, et la C1/8 a couru une saison complète à la fois en DRM et en Interserie. Bien que la C1/8 n'ait pas été utilisée lors de la manche d'ouverture de la saison, Niedzwiedz a remporté la victoire au tour suivant à Zeltweg, remportant les deux manches au passage. Il a suivi cela avec une autre victoire dominante au Nürburgring. La C1/8 a ensuite été engagée dans la manche d'ouverture de la saison DRM à Norisring, mais des problèmes de boîte de vitesses ont restreint Niedzwiedz à la dixième place, dernier des pilotes classés. Jochen Dauer, quant à lui, avait piloté une deuxième C1/8, mais il n'a pu faire mieux que septième. Niedzwiedz a de nouveau dominé la manche suivante de l'Interserie, disputée à Erding, mais la tentative de l'équipe de faire courir la C1/8 sur les 1000 km du Nürburgring s'est soldée par une défaillance de l'arbre de transmission après deux tours. Lors de la manche du DRM à Diepholz, Niedzwiedz est arrivé quatrième, et il a suivi avec une autre victoire dans l'Interserie, cette fois à Most. Pour la première fois cette année-là, Niedzwiedz a terminé deuxième de la course suivante à Siegerland, battu par Henri Pescarolo dans une Porsche 956 Joest. Une quatrième place dans la manche du DRM au Nürburgring a suivi, avant que Niedzwiedz ne se retire de la manche finale de l'Interserie, qui a également eu lieu au Nürburgring. Niedzwiedz a remporté le championnat des pilotes en 1984 par 20 points de Roland Binder dans une Lola T296 à moteur de BMW, tout en terminant douzième au classement des pilotes du DRM.

### 1985
En 1985, Zakspeed recommence à utiliser la C1/4. Niedzwiedz est resté avec l'équipe et la C1/8 afin de défendre sa couronne de l'Interserie, et il a commencé la saison avec une quatrième place au Nürburgring et une troisième place à Hockenheim. Pour Wunstorf, Niedzwiedz est passé à la C1/4, et a de nouveau terminé quatrième. Niedzwiedz est resté dans la C1/4 pour AVUS, et Franz Konrad a conduit la C1/8; cependant, Niedzwiedz s'est retiré de la deuxième manche et, malgré sa victoire dans la première manche, a terminé sixième au classement général, et Konrad n'a participé qu'à la deuxième course. Niedzwiedz était le seul pilote de Zakspeed à Zeltweg, mais il a eu des problèmes dans la deuxième manche et il n'a pas été officiellement classé. Jan Thoelke a été sélectionné pour conduire la C1/8 à Erding, et il a pris la cinquième place, avec l'équipe Kumsan Tiger qui a repris cette voiture; Niedzwiedz, dans sa C1/4, a pris la deuxième place. Les deux équipes se sont ensuite rendues à la première et unique course de DRM dédiée cette saison, qui s'est tenue au Norisring; Thoelke n'a pas pris le départ et Niedzwiedz est arrivé 13e. Kumsan Tiger Team a ensuite emmené sa C1/8 aux 1000 km d'Hockenheim, dans le cadre du CME, mais n'a bouclé que 77 tours et n'a pas été classé. Les deux équipes sont ensuite retournées à l'Interserie; Konrad a remplacé Niedzwiedz à Zakspeed, mais il n'a pas été classé parce qu'il n'a pas participé à la deuxième course, tandis que Thoelke est revenu sixième. Bien que Niedzwiedz était censé revenir à Zakspeed pour le prochain tour à Most, aucune entrée de Zakspeed n'a couru dans cette course; Thoelke est arrivé cinquième avec sa voiture. À Siegerland, Ludwig était revenu à Zakspeed, et il a terminé troisième, tandis que Thoelke a pris une autre cinquième place. Ludwig a réitéré l'exploit au Nürburgring, tandis que Thoelke n'a pas été classé. Niedzwiedz a terminé la saison à la neuvième place du championnat des pilotes, tandis que Thoelke était 13e, Ludwig 18e et Konrad 19e.

### 1986
La C1/4 a été retirée fin 1985, et elle n'a plus jamais recourue. Zakspeed a choisi Dauer pour piloter leur C1/8, tandis que Thoelke a disputé plusieurs épreuves dans sa C1/8, à la fois en tant que pilote privé et sous la bannière de Derichs Rennwagen. La première apparition de 1986 pour les deux C1/8 inscrites a eu lieu lors de la manche de la Supercoupe, qui avait remplacé le DRM, à Hockenheim; Dauer s'est retiré, tandis que Thoelke a terminé neuvième. Les deux équipes ont participé à l'événement suivant de l'ADAC Supercup, qui était les 100 Miles of Norisring et qui faisait également partie du Championnat du monde des prototypes sportifs : les deux voitures ont abandonné sans avoir parcouru la moitié de la distance de course. Dauer est ensuite revenu à l'Interserie pour la manche de Zeltweg, et il s'est classé à la septième place. Il a suivi cela avec la huitième place à la fois à Most et à Siegerland, tandis que plusieurs entrées pour Thoelke n'ont en fait donné lieu à aucune course. Dauer n'a pas été classé dans la manche Supersprint de la Supercup au Nürburgring, et il a terminé la saison Interserie avec une quatrième place lors de la deuxième manche à Zeltweg. Il s'est classé 13ème à l'Interserie. Dauer a ensuite engagé la C1/8 en privé au 500 km Kyalami, mais il a abandonné au 61e tour avec des problèmes d'injection de carburant.

### Années suivantes
En 1987, la C1/8 n'a été utilisée que deux fois. Elle était maintenant en permanence entre les mains de Dauer, et, au volant de Victor Dauer Racing, elle a couru à Hockenheim et Most, prenant la cinquième place dans ce dernier; cependant, Dauer a passé la majeure partie de la saison au volant d'une Porsche 962C, et finirait cinquième au classement général des pilotes. La C1/8 ne figurait pas du tout dans les plans de Dauer pour 1988, et à la place, Mike Baretta a été choisi pour la conduire. Cependant, à présent, elle avait dépassée son meilleur niveau et Baretta n'a jamais terminé plus haut que le dixième au général dans aucun tour. Cependant, c'était au moins assez fiable, et cela l'a aidé à terminer cinquième du championnat des pilotes, à égalité avec Walter Lechner; il était également le pilote non Porsche le mieux placé. La C1/8 n'a plus jamais courue après la fin de la saison 1988.